# Sail away
「Sail away」（セイル・アウェイ）は、小松未可子の楽曲。angelaのatsukoが作詞、atsukoとKATSUが作曲を手掛け、小松の5枚目のシングルとして2014年2月22日にスターチャイルドから発売された。

## 音楽性
本曲は、アニメーション映画『モーレツ宇宙海賊 ABYSS OF HYPERSPACE -亜空の深淵-』のイメージソングに起用され、挿入歌としても使用された。
タイトルは英語で「出航」の意で、若者が夢に向かって突き進む様子を歌っている。同アニメの登場人物である加藤茉莉香と無限彼方の2人を小松の目線で俯瞰した曲であるため、レコーディングではテレビアニメ版のイメージソング「Black Holy」と違い特に悩むことなく第三者の視点で歌えたという。
メロディはスケール感のあるバラードであるが、途中ではダブステップ調の激しい曲調になっている。

## シングルリリース
2014年2月22日にスターチャイルドから発売された。小松のシングルとしては前作「虹の約束」から約2か月ぶりのリリースとなる。
初回生産限定盤（KICM-91501）・通常盤（KICM-1501）・期間生産限定盤（KICM-91502）の3種リリースで、初回限定盤には本曲のPVを収録したDVDが同梱されている。
2曲目「Salvage」は、小松自身が出演したカードゲーム『Salvage』のタイトルを基にして歌詞を制作することを決めた矢先にnishi-kenが作曲したデモに海底から吹き出す泡を連想させる音が入っていたため、これを基にして制作したという。なおレコーディングは自身の人間関係のいざこざを海難での救助に置き換えて歌ったという。なお当曲は以前制作した曲を温めていたに過ぎず、当初から「Sail away」のカップリングとして収録するつもりはなかったという。

## シングル収録内容
| #         | タイトル                        | 作詞       | 作曲          | 編曲            | 時間  |
| --------- | ------------------------------- | ---------- | ------------- | --------------- | ----- |
| 1.        | 「Sail away」                   | atsuko     | atsuko、KATSU | KATSU、松本祥平 | 6:09  |
| 2.        | 「Salvage」                     | 小松未可子 | nishi-ken     | nishi-ken       | 4:19  |
| 3.        | 「Sail away（off vocal ver.）」 |            |               |                 | 6:07  |
| 4.        | 「Salvage（off vocal ver.）」   |            |               |                 | 4:19  |
| 合計時間: | 合計時間:                       | 合計時間:  | 合計時間:     | 合計時間:       | 20:55 |

| #  | タイトル          | 作詞 | 作曲・編曲 | 時間 |
| -- | ----------------- | ---- | ---------- | ---- |
| 1. | 「Sail away」(MV) |      |            | 6:28 |

## チャート
| チャート（2014年）                | 最高位 |
| --------------------------------- | ------ |
| オリコン                          | 42     |
| Billboard JAPAN Hot Singles Sales | 46     |

## カバー
angela（作詞作曲者であるatsukoとKATSU）によってセルフカバーされているangelaの7thアルバム「ONE WAY」に所収。。